# Poprelka, Smolean
Poprelka (în bulgară Попрелка) este un sat în comuna Smolean, regiunea Smolean,  Bulgaria. 

## Demografie
Componența etnică a satului Poprelka
     Bulgari (45,45%)
     Nicio identificare (54,54%)
     Altele (0%)
La recensământul din 2011, populația satului Poprelka era de 11 locuitori. Nu există o etnie majoritară, locuitorii fiind  și bulgari (45,45%). Pentru 54,54% din locuitori nu este cunoscută apartenența etnică.